# Галлікано-нель-Лаціо
Галлікано-нель-Лаціо, Ґаллікано-нель-Лаціо (італ. Gallicano nel Lazio) — муніципалітет в Італії, у регіоні Лаціо,  метрополійне місто Рим-Столиця.
Галлікано-нель-Лаціо розташоване на відстані близько 28 км на схід від Рима.
Населення — 6339 осіб (2014).
Покровитель — Андрій Первозваний.

## Демографія
Населення за роками:

Станом на 1 січня 2023 року в муніципалітеті офіційно проживало 765 іноземців з 49 країн, серед них 589 громадян країн Євросоюзу та 17 громадян України.

## Сусідні муніципалітети
- Палестрина
- Рим
- Цагароло